# 폴라리스세원
주식회사 폴라리스세원(영어: Polaris Sewon)은 폴라리스 계열의 자동차 2차 부품업체 기업이다. 또한 폴라리스우노의 최대주주이며, 루시드 모터스에 자동차 부품을 납품하고 있다.